# Mamling
Mamling (nepalski: मामलिङ) – gaun wikas samiti we wschodniej części Nepalu w strefie Kośi w dystrykcie Sankhuwasabha. Według nepalskiego spisu powszechnego z 2001 roku liczył on 807 gospodarstw domowych i 4151 mieszkańców (2138 kobiet i 2013 mężczyzn).